# Marcel Sauber
Marcel Sauber (Echternach, 3 de maig de 1939) és un polític luxemburguès. Va ser el president del Consell d'Estat de Luxemburg, càrrec que va exercir des del 2001 al 2003.
Diputat a la Cambra de Diputats, en representació del Centre electoral pel Partit Popular Social Cristià (CSV). Havia estat alcalde de Walferdange. Sauber va ser nomenat membre del Consell d'Estat el 28 de juny de 1985 en substitució de José Foog. Va ser elegit per al consell comunal de Walferdange a les eleccions de 1987, fins als nostres dies. En aquest moment, va ser alcalde del 6 de febrer de 1995 fins al 31 de desembre de 1999. [1] Sauber va acudir per a la Cambra de Diputats pel Centre a les  eleccions de 1999, acabant dotzè dels candidats del partit CSV, mentre que sis van ser escollits.
Va ser nomenat per a President del Consell d'Estat el 15 de gener de 2001, va ocupar aquest càrrec fins a l'11 de març de 2003, quan va renunciar per ocupar la vacant a la Cambra de Diputats que va deixar la mort de Willy Bourg al febrer.

## Honors
- Gran Oficial de l'Orde de la Corona de Roure (promoció 2000).[3]